# Ingela Korsell
Karin Ingela Korsell, född 26 februari 1967 i Uppsala, är en svensk författare.

## Biografi
Ingela Korsell avlade grundskollärarexamen 1992 vid Uppsala universitet. Hon arbetade sedan som lärare fram till 2003. Därefter har hon bland annat arbetat som författare, utredare på Specialpedagogiska skolmyndigheten, föredragshållare om text och lärande samt som adjunkt och doktorand i pedagogik vid Örebro universitet. Ingela Korsell är ledamot i Läsrådet som är ett rådgivande expertorgan inom Statens kulturråd.
Tillsammans med spänningsförfattaren Åsa Larsson och illustratören Henrik Jonsson har Korsell skapat serien PAX –  ett magiskt urban fantasy-epos i tio delar. Pax är ett actionfyllt drama för barn i åldern 9–12 år om magi, som utspelar sig mitt i dagens Mariefred. Därefter har Korsell skrivit tre delar i faktabokserien Väsenologi, om folktrons väsen, illustrerade av Reine Rosenberg. Korsell har också skrivit trilogin Mutanterna, en hybrid mellan kapitelbok och serieroman, tillsammans med serieillustratören Daniel Thollin.

## Priser och utmärkelser
- 2015 – Eskilstuna-Kurirens Kulturpris[2]
- 2016 – CrimeTime Specsaver Award, utdelat vid deckarfestivalen Crimetime Gotland[3]
- Bokjuryn 2015 och 2016 (tio-i-topp-listan)
- Final i Stora Ljudbokspriset tre år i rad (2014, 2015, 2016)
- 2022 – Mutanterna: Experimentet nominerad till CrimeTime Award Årets barndeckare[4]
- 2022 – Mutanterna: Experimentet nominerad till Barnens Romanpris i Karlstad[5]
- 2022 – Strängnäs kommuns kulturstipendium[6]

### Böcker för barn och unga

#### Ingela Korsell
- 2006 - Den svarta handsken, Beta Pedagog AB.
- 2013 - Gruvfruns hemlighet, Beta Pedagog AB.
- 2019 - Väsenologi.[7] Illustrerad av Reine Rosenberg. Natur & Kultur.
- 2020 - Mer väsenologi.[8] Illustrerad av Reine Rosenberg. Natur & Kultur.
- 2021 - Modern väsenologi.[9] Illustrerad av Reine Rosenberg. Natur & Kultur.

#### Ingela Korsell & Daniel Thollin
- 2022 - Mutanterna: Experimentet.[10] Natur & Kultur.
- 2022 - Mutanterna: Svartkonstboken. Natur & Kultur.
- 2023 - Mutanterna: Ärans hand. Natur & Kultur.

#### Serien PAX med Larsson, Korsell & Jonsson
- 2014 - PAX Nidstången, Bonnier Carlsen.
- 2014 - PAX Grimmen, Bonnier Carlsen.
- 2015 - PAX Mylingen, Bonnier Carlsen.
- 2017 - Larsson, Åsa; Korsell Ingela, Jonsson Henrik, Thunell Lena, (på norska). Utburden. Pax ; 3. Översättning till norska: Jørn Roeim (2. utg.). [Oslo]: Gyldendal. Libris 21083282. ISBN 978-82-05-50688-6. Boken är även översatt till danska, finska, färöiska, tjeckiska, franska, katalanska, estniska, polska, ungerska, spanska, tyska och hebreiska.
- 2015 - PAX Bjäran, Bonnier Carlsen.
- 2015 - PAX Gasten, Bonnier Carlsen.
- 2016 - PAX Näcken, Bonnier Carlsen.
- 2016 - PAX Pestan, Bonnier Carlsen.
- 2017 - PAX Vitormen, Bonnier Carlsen.
- 2017 - PAX Maran, Bonnier Carlsen.
- 2018 - PAX Draugen, Bonnier Carlsen

### Läromedel för grundskolans åk 3-6
- Korsell, I. (2008): Pojken och Tigern. Läsförståelse. Lärarens bok. Natur & Kultur.
- Korsell, I. (2008) Pojken och Tigern. Läsförståelse. Elevens bok. Natur & Kultur.
- Korsell, I. (2006) Idébrunnen. Lärarhandledning. Beta Pedagog AB.

### Högskolelitteratur
- Korsell, I. (2007): Läromedel - det fria valet? Om lärares användning av läromedel. Stockholm: Liber. Högskolelitteratur med lärarstuderande och verksamma lärare som målgrupp.

### Olika typer av artiklar
- Korsell, I. (2010): Etik i utbildningsvetenskap och didaktik – i spänningsfältet mellan barnkokböcker, utbildningspolitik och musikfans. Översiktsartikel på uppdrag av Forskarskolan Utbildningsvetenskap med inriktning mot didaktik – Örebro universitet.
- Korsell, I (2010): Egen undervisning i kursen Läs- och skrivdidaktik – metadidaktiska reflektioner. Forskarutbildningskurs: Utbildning och lärande i högre utbildning I – Örebro universitet. Se:
- Korsell, I. (2009): En didaktisk diamant. Temaartikel om läromedel på uppdrag av Pedagogiska Magasinet (4), Se:
- Korsell, I. (2009): Teachers´ Literacy Intentions – use of Educational Texts in Elementary School Classrooms.Konferensartikel presenterat muntligt och skriftligt vid NERA/NFPF med tema: Literacy as worldmaking. Trondheim, mars 2009.
- Korsell, I. (2007): Lärobokens roll måste klargöras. Debattartikel på uppdrag av SLFF:s medlemstidning Manusdecembernummer.
- Korsell, I. (2006 – 3/4): Vad menas med läromedel? Inkastartikel på uppdrag av tidskriften Kritisk utbildningstidskrift nr 123/124 (temanummer om läromedel), s 5-14.

### Rapporter
- Korsell, I. (2006): Läromedelssituationen för elever med dyslexi – elevintervjuer på grundskolan och gymnasieskolan. Rapport för Specialpedagogiska institutet på uppdrag av läromedelsrådet, Dnr 51-2007/283
- Korsell, I. (2005/2006): Pedagogers läromedelsbehov för barn och studerande med funktionsnedsättning. Fyra delrapporter för Specialpedagogiska institutet på uppdrag av läromedelsrådet, avseende förskolan, grundskolan, gymnasieskolan, grundsärskolan, gymnasiesärskolan, träningsskolan, grundläggande och gymnasial vuxenutbildning och sfi, Dnr 69-2005/2486.
- Korsell, I. (2006): Pedagogers läromedelsbehov för barn och studerande med funktionsnedsättning – en sammanfattning. En sammanfattande rapport av fyra ovanstående, för Specialpedagogiska institutet på uppdrag av läromedelsrådet, Dnr 69-2005/2486.

### Publikationer
- Larsson & Korsell (2013) SR Radioföljetong på "Spöket som försvann" (9-12 år)

- Korsell & Jonsson (2015): Lärarhandledning till PAX-bokserien - med inriktning på del 1 Nidstången (2015). Bonnier Carlsen

### Webbkällor
- ”Larsson, Korsell, Jonsson – Ahlander Agency”. Ahlander Agency. http://ahlanderagency.com/authors/larsson-korsell-jonsson/. Läst 16 maj 2017.
- Förlag, Bonnier Carlsen. ”Ingela Korsell - Bonnier Carlsen Förlag”. www.bonniercarlsen.se. http://www.bonniercarlsen.se/Forfattare/k/ingela-korsell/. Läst 16 maj 2017.
- ”Ingela Korsell”. www.barnensbibliotek.se. http://www.barnensbibliotek.se/F%CB%86rfattare/IngelaKorsell/tabid/1117/Default.aspx. Läst 16 maj 2017.
- ”Om Åsa Larsson och Ingela Korsell - Spänning i Barnradion”. sverigesradio.se. Sveriges Radio. http://sverigesradio.se/sida/artikel.aspx?programid=4457&artikel=5430090. Läst 16 maj 2017.
- ”Ingela Korsell - Eskilstuna”. bibliotek.eskilstuna.se. Arkiverad från originalet den 18 maj 2017. https://web.archive.org/web/20170518032902/https://bibliotek.eskilstuna.se/web/arena/ingela-korsell. Läst 16 maj 2017.